# Cicló Idai
El Cicló Tropical Intens Idai és un dels més severs ciclons tropicals dels quals es té constància a l'Àfrica i a tot l'hemisferi sud. És la desena tempesta i el setè cicló tropical intens de la temporada de ciclons al sud-oest de l'oceà Índic de 2018-19. El cicló devastà diversos països, deixant més de 1.000 morts i centenars de persones desaparegudes, així com més de tres milions d'afectats.
El cicló Idai es va originar a partir d'una depressió tropical que es va formar davant de la costa oriental de Moçambic el 4 de març de 2019. La depressió va tocar terra i es va mantenir com un cicló tropical durant la totalitat del seu recorregut per terra. El 9 de març, la depressió tropical va reaparèixer al canal de Moçambic i es va actualitzar a tempesta tropical moderada l'endemà. El sistema va començar una etapa de ràpida intensificació, aconseguint una intensitat màxima inicial de cicló tropical intens amb vents de 175 km/h (110 mph) l'11 de març. Després va començar a afeblir-se a causa dels canvis estructurals en curs dins del seu nucli intern, caient a la intensitat dels ciclons tropicals. La intensitat va romandre estancada durant aproximadament un dia abans que comencés a intensificar-se. El 14 de març, l'Idai va aconseguir la intensitat màxima amb vents sostinguts màxims de 195 km/h (120 mph) i una pressió central mínima de 940 hPa (27.76 inHg). L'Idai va començar a afeblir-se a mesura que s'acostava a la costa de Moçambic a causa de les condicions menys favorables. El 15 de març, l'Idai va tocar terra prop de la ciutat de Beira com un cicló tropical intens.
L'Idai va causar vents forts i greus inundacions a Madagascar, Malawi, Zimbàbue i Moçambic, que van causa la mort a 958 persones. Es van produir danys catastròfics, especialment a la ciutat moçambiquesa de Beira. El president de Moçambic va declarar que més de 1000 persones podrien haver mort a causa del cicló, produint-se una de les pitjors crisis humanitàries en la història del país.

## Història meteorològica

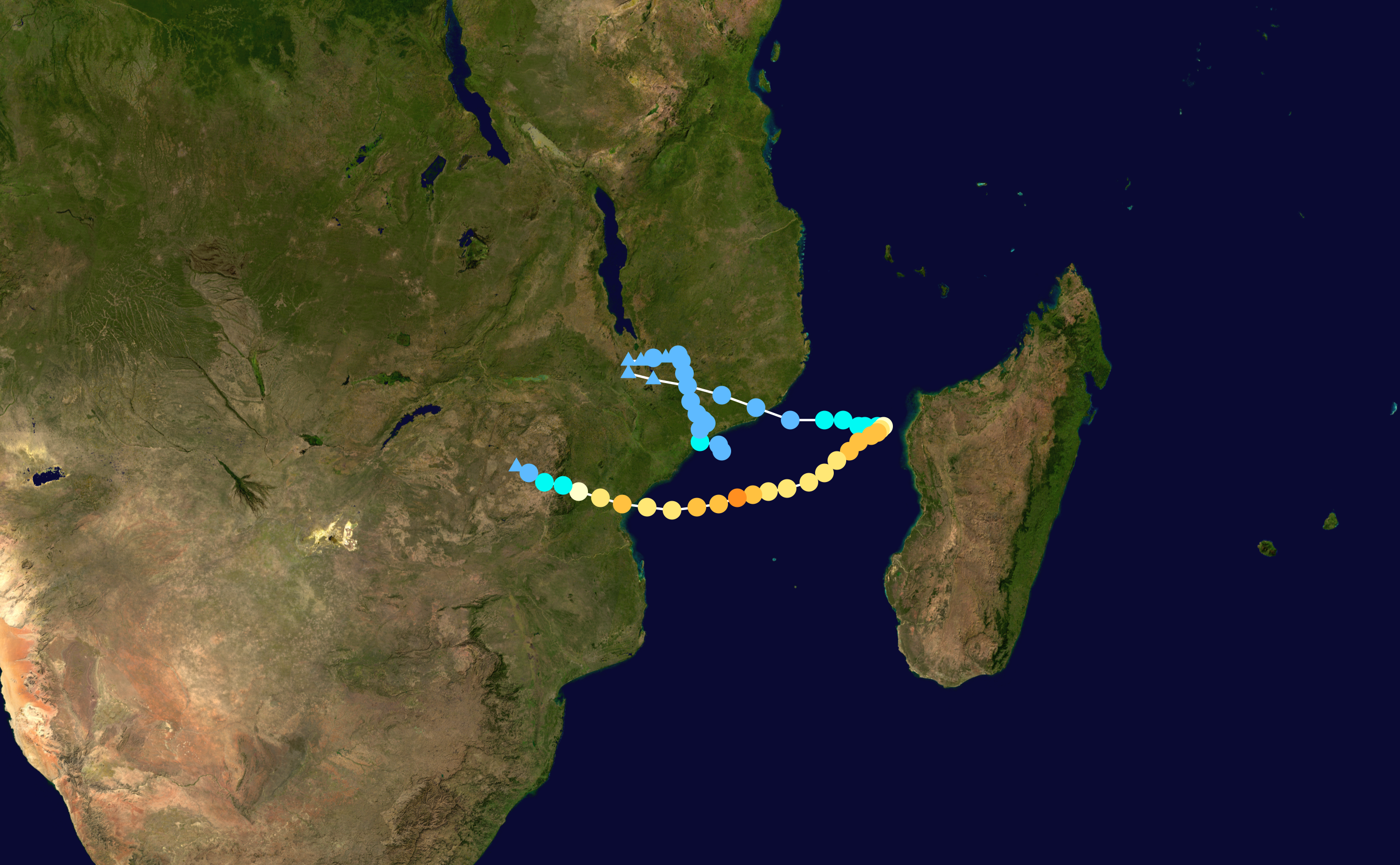
Mapa que traça la trajectòria i la intensitat de la tempesta, d'acord amb l'escala d'huracans de Saffir-Simpson.

Una depressió tropical es va formar a l'oest de la costa de Moçambic el 4 de març, segons va detectar l'agència meteorològica francesa de l'Illa de Reunió. Posteriorment, la depressió tropical es va desviar cap al nord-est molt lentament, tocant terra a Moçambic aquell mateix dia. El 6 de març, la depressió tropical 11 va rebre un advertiment de desenvolupament de ciclons tropicals grocs del Joint Typhoon Warning Center (JTWC). El 7 de març, la tempesta va girar d'oest a sud-oest, mentre seguia mantenint la seva identitat tropical per terra. El 8 de març, la depressió tropical 11 es va afeblir i va virar cap a l'est. El 9 de març, la depressió tropical va emergir al canal de Moçambic i va començar a organitzar-se. El mateix dia, el JTWC va declarar que el sistema tenia una alta probabilitat de gènesi cap a un cicló tropical, i aquell mateix dia el sistema es va enfortir en una tempesta tropical moderada i va rebre el nom d'Idai. El 10 de març, l'Idai va començar a intensificar-se ràpidament, convertint-se en un cicló tropical prop de Madagascar, i el sistema va donar un gir més cap a l'oest.
A les 12:00 UTC de l'11 de març, l'Idai va aconseguir el seu pic d'intensitat com a tempesta tropical amb vents de 175 km/h durant 10 minuts. El centre conjunt d'advertiment de ciclons va estimar una força de 195 km/h per un període d'1 minut, l'equivalent a un huracà de categoria 3.
A les 00:00 UTC del 15 de març es va reportar que l'Idai havia tocat terra al costat de la ciutat de Beira, amb vents de 165 km/h. El JTWC va fer llavors la seva última alerta indicant que el cicló tenia una disminució de la convecció de la paret de l'ull i l'escalfament del cim dels núvols. El cicló va perdre força ràpidament després de tocar terra. A les 06:00 UTC, havia degenerat en una depressió terrestre. Es va continuar monitorant l'Idai durant els següents dies.

## Impacte

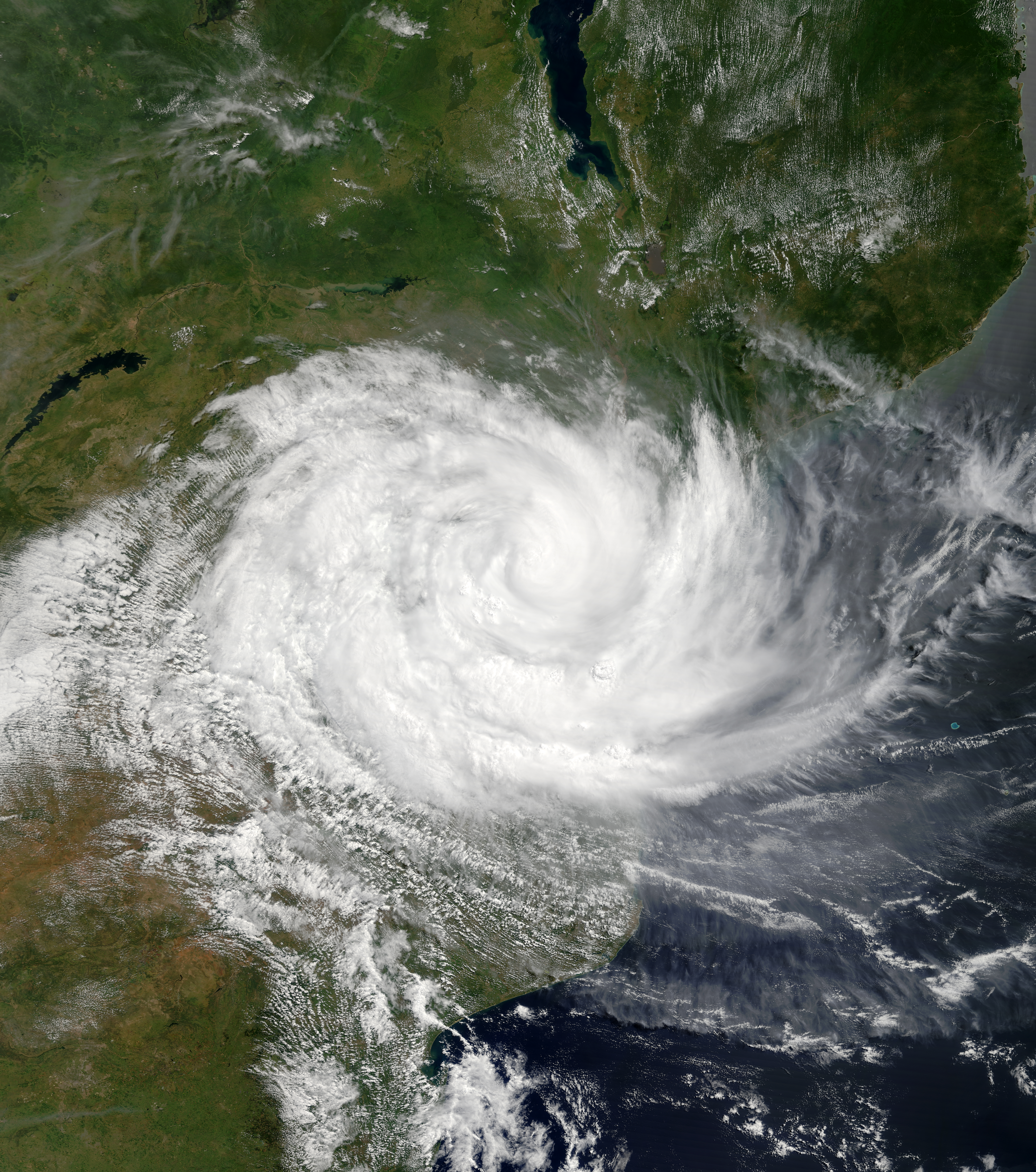
Idai després de tocar terra a Moçambic per segona vegada el 15 de març de 2019

El cicló Idai va causar greus inundacions a Madagascar, Malawi, Moçambic i Zimbàbue. L'Idai i el seu sistema precursor de baixa pressió van causar centenars de morts al sud d'Àfrica. Més de 3 milions de persones van patir els efectes directes del cicló. L'Organització de les Nacions Unides (ONU) va quantificar els danys totals en uns mil milions de dòlars, convertint-se així en el cicló més costós del sud-oest índic.

### Madagascar
Mentre estava sobre el canal de Moçambic, el sistema va portar fortes pluges al nord-oest de Madagascar, amb acumulacions localitzades d'aproximadament 400 mil·límetres. Les inundacions i corriments de terra van matar una persona al districte de Besalampy, van deixar-ne dues de desaparegudes i van afectar-ne 1.100, danyant 137 llars.

### Malawi
Com a depressió tropical, encara durant la formació del cicló, l'Idai va portar tempestes torrencials al sud de Malawi, després de les quals 60 persones van morir i 577 van resultar ferides. Les àrees afectades havien vist un augment de les pluges al gener, la qual cosa va augmentar el risc d'inundacions. Les fortes inundacions de l'Idai van començar el 9 de març, ensorrant ponts, carreteres i cases. Catorze districtes van sofrir els danys de les inundacions, especialment els de Njanse i Phalombe. Dues plantes hidroelèctriques del riu Shire van ser afectades i van haver d'aturar la seva activitat, reduint així la producció hidroelèctrica del país de 320 MW a 50 MW. El desastre va afectar 922.900 persones al llarg de tot el país. 125.382 persones van ser desplaçades o van perdre les seves llars. El govern de Malawi va estimar en 16.4 milions els dollars la inversió necessària per a fer front als danys originats per les inundacions.

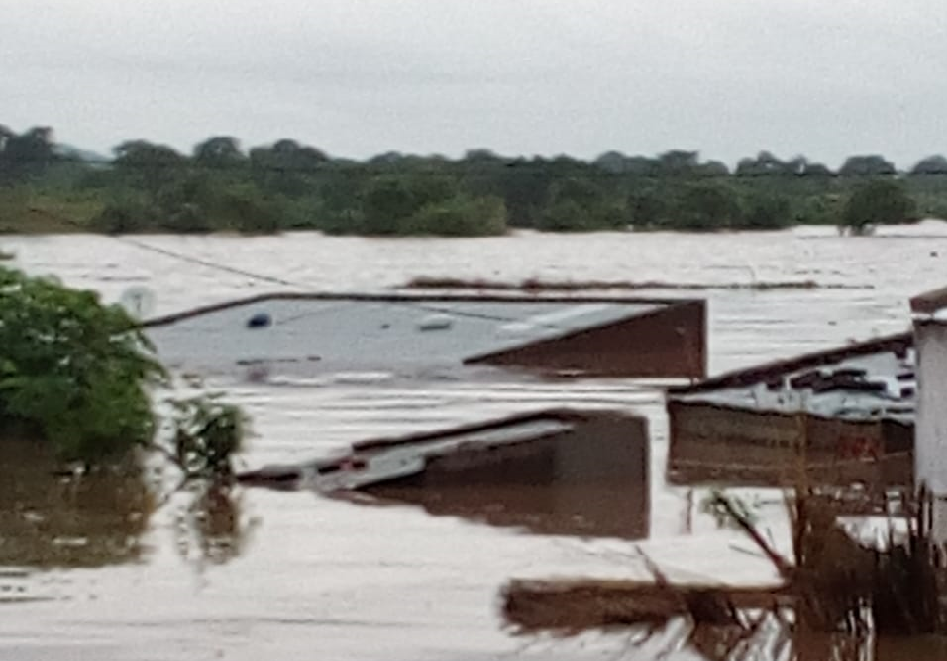
Cases inundades a Tete després de la primera incursió en terra de l'Idai

### Moçambic
A Moçambic, les inundacions des de les zones baixes van causar la mort a 66 persones i van ferir-ne 111 més. 5.756 cases van ser destruïdes, mentre que 15.467 habitatges van resultar afectats. A més, vuit hospitals i 938 aules van resultar destruïdes. Les inundacions van arrasar també amb 168 mil hectàrees de conreus. El govern va sol·licitar 1.1 bilions de meticals (17.6 milions de dòlars estatunidencs) per assistir les víctimes de les inundacions. El 15 de març, quan l'Idai va tocar terra per segona vegada, prop de Beira, va produir una maror ciclònica a la ciutat de 4.4 metres d'altura. Juntament amb les pluges torrencials, es van produir inundacions a la regió. Les extenses àrees inundades van ser denominades com «un oceà interior» que fins i tot va ser visible des de l'espai exterior. Mig milió de persones a la ciutat van quedar sense energia elèctrica. Les precipitacions a la ciutat van excedir els 200 mil·límetres amb totals superiors als 600 mil·límetres caiguts a la localitat de Chimoio. El 23 de març, el ministre de medi ambient de Moçambic, Celso Correia, va informar que el nombre de morts era de 493, així com 1.528 persones ferides. Dies més tard, la xifra de morts va augmentar fins als 598. La Creu Roja va informar que un 90% de l'àrea de Beira va resultar totalment destruïda. La Federació Internacional de Societats de la Creu Roja i la Mitja Lluna Roja va descriure el dany a la regió com «massiu i horrible», mentre que el president de Moçambic va informar que podria haver-hi més de 1.000 morts al país. Es va informar de la presència de cadàvers surant en llocs inundats de Beira dies després de la tempesta. Dies després de tocar terra, els rius Pungwe i Buzi, al centre de Moçambic, van desbordar-se. El president moçambiquès va declarar que «pobles sencers havien desaparegut» sota les conques dels rius Buzi i Pungwe. La ciutat de Buzi va continuar inundant-se fins al 20 de març, posant en greu risc als seus 200.000 habitants. Milers de persones van romandre dies atrapades en les seves teulades esperant ser rescatades. S'estima que l'aigua va assolir els 6 metres, submergint comunitats senceres.

### Zimbàbue
Fortes pluges van caure en gran part de l'est de Zimbàbue mentre el cicló serpentejava al llarg de la frontera amb Moçambic. Les pluges més fortes van caure al districte de Chimanimani, amb acumulacions que van aconseguir entre els 200 i 400 mm. Es van produir inundacions sobtades generalitzades, especialment als districtes de Chimanimani i Chipinge, que es van cobrar almenys 415 vides i van deixar 217 persones desaparegudes. El riu Nyahonde es va desbordar i va inundar diverses comunitats. La destrucció de nombrosos ponts i carreteres a l'est de Chimanimani va aïllar-ne els residents.

## Reacció internacional

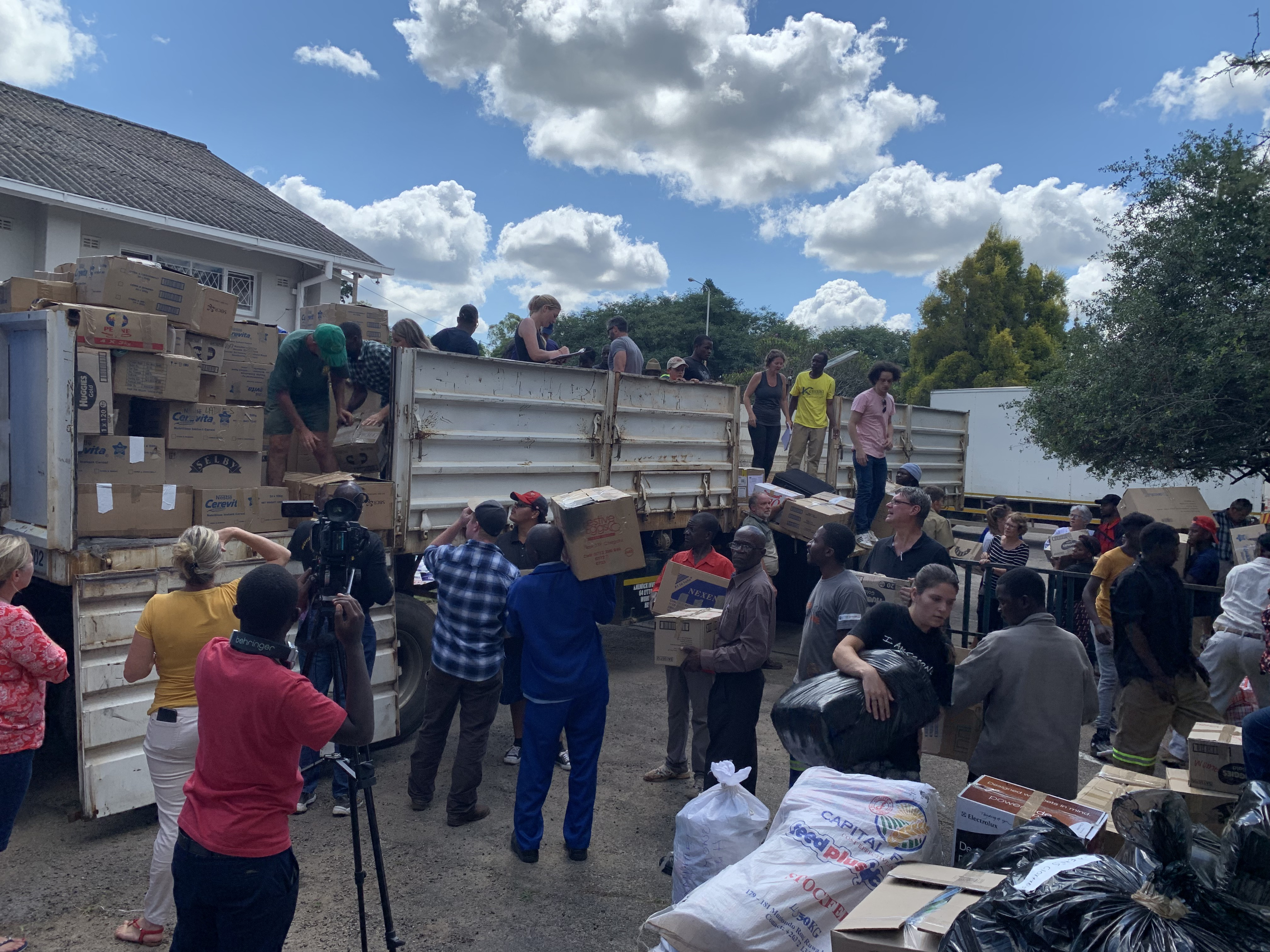
Voluntaris mobilitzant ajuda humanitària per als afectats pel cicló Idai al districte de Chimanimani

L'ONU i els seus socis van sol·licitar 36 milions d'euros com a ajuda d'emergència per a les persones afectades per l'Idai a Moçambic. L'ONU també va indicar que podria tractar-se del pitjor desastre meteorològic a l'hemisferi sud en la història. El 23 de març, es declarà la situació com a «Emergència de Nivell 3», una categoria que només tenen les guerres civils del Iemen, Síria i Sudan del Sud. El 24 de març, l'ONU va fer una crida urgent per aconseguir 282 milions de dollars (249 milions d'euros) per a començar la reconstrucció de Moçambic en els següents tres mesos.
Països afectats
 Moçambic: Filipe Nyussi, president de el país amb major nombre de víctimes pel cicló, va declarar l'estat d'emergència, així com tres dies de dol nacional, i afirmà que «tot indica que podria haver-hi més de 1.000 morts», després de sobrevolar la ciutat de Beira, la més afectada, i la qual, segons la Creu Roja, estava destruïda i negada en un 90%: «es veuen cossos surant durant el vol, un veritable desastre humanitari de grans proporcions». El govern de Moçambic va demanar una base de dades de les persones desaparegudes urgentment, per poder ajudar a la població a trobar els seus familiars, tement que pogués haver milers de desapareguts.
 Zimbàbue: El president, Emmerson Mnangagwa, va declarar l'estat d'emergència poc després de la tempesta i va desplegar l'Exèrcit Nacional i la Força Aèria. Es va establir un centre de comandament a Harare el 17 de març per coordinar els esforços de rescat i socors. Les fortes pluges persistents, les contínues inundacions i les esllavissades van impedir els esforços de socors, deixant molts residents sense ajuda. El regidor de Harare, Jacon Mafume, va qualificar l'esdeveniment com una «greu crisi humanitària» i va demanar a l'estat una «intervenció a gran escala per evitar un desastre bíblic».
 Malawi: El president, Peter Mutharika, va declarar l'estat d'emergència mobilitzant les forces de defensa de país. El govern va estimar en 16.400.000 dollars els necessaris per pal·liar els efectes de les inundacions. El govern va xifrar en 120.000 les persones en necessitat urgent d'ajuda. L'11 de març, la Creu Roja de Malawi, amb ajuda de la Creu Roja de Dinamarca, va destinar 22.000 € en ajudes a les persones desplaçades. L'Autoritat d'Ingressos de Malawi va donar 25.500 € en menjar, així com 2.600 € en donació monetària. Es van establir 187 camps d'evacuació, mentre que els col·legis i les esglésies van ser utilitzades com a refugis. Així i tot, no es va donar a bast i molta gent va haver de dormir al carrer.

## Brots de malalties
Les agències sanitàries van alertar els primers dies després del cicló Idai de la urgent necessitat de proveir la població d'aigua potable, així com de les pèssimes condicions higièniques actuals de l'aigua, la qual cosa podria crear brots de còlera, febre tifoide, malària i diarrea. Fins al 31 de març es van confirmar 517 casos de còlera a Beira. El 4 d'abril, ja eren més de 1.500 els casos confirmats. Metges Sense Fronteres va alertar d'un augment de 200 casos per dia i va alertar que s'havien detectat els primers casos de còlera a Beira, així com una augment dels casos de malària. Es van reportar almenys quatre casos de febre tifoide a la regió de Manica, així com 2.700 casos de diarrea, a data del 26 de març.
La Creu Roja va descriure el risc d'aparició de brots de malalties a la regió com una «bomba de temps». La Creu Roja del Canadà va establir un hospital de campanya amb 53 tones de subministraments mèdics. El govern xinès va ruixar Beira amb desinfectant i també va enviar-hi metges. L'1 d'abril, l'Organització Mundials de la Salut va enviar 900.000 vacunes contra el còlera i 900.000 xarxes contra els mosquits. La campanya de vacunació va començar el 3 d'abril.